# 穆公 (衛)
穆公（ぼくこう、紀元前?年 - 紀元前589年）は、衛の第23代君主。成公の子。

## 生涯
成公の子として生まれる。
成公35年（前600年）10月、成公が薨去したため、子の姫遫（以降は穆公と表記）が立って衛君となった。
穆公元年（前599年）4月、斉の崔杼が国を追い出されて衛に亡命してきた。6月、晋・宋・衛・曹の4カ国連合軍は鄭を攻撃した。
穆公2年（前598年）10月、楚の荘王が陳を撃ち、簒奪者である夏徴舒を殺した。
穆公3年（前597年）春、楚の荘王が鄭の都城を包囲した。鄭が降伏すると楚はこれを許した。12月、晋・宋・衛・曹の要人たちが清丘（衛の地）で同盟を結んだ。このとき衛からは孔達が出席した。その後、宋はこの盟約をたてに陳を攻撃したが、衛の孔達が「陳の先君との約束がある」と、盟約を破って陳を助けてしまう。
穆公4年（前596年）冬、前年に孔達が盟約を破ったため、晋は衛に軍隊を差し向けた。これにより穆公5年（前595年）春、衛は孔達を処刑した。
穆公8年（前592年）6月、穆公は晋・曹・魯・邾の君主たちと断道（晋の地）で同盟を結んだ。
穆公11年（前589年）4月、衛の大夫である孫良夫は斉の侵攻を受けた魯を救うため、新築（衛の地）で斉軍と戦ったが大敗した。そこで6月、魯から援軍として季孫行父・臧許・叔孫僑如・子叔嬰斉らが派遣された。季孫行父らは晋の郤克・曹の公子首と合流して鞍（斉の地）で斉軍を大破し（鞍の戦い）、魯が侵略された土地を取り返した。8月、穆侯が薨去し、子の姫臧が立って衛公（定公）となった。

## 参考資料
- 『春秋左氏伝』（宣公十年～十四年、十七年、成公二年）
- 司馬遷『史記』（衛康叔世家第七）